# Kościół Matki Bożej Różańcowej w Rudzie Śląskiej (Ruda)
Kościół Matki Bożej Różańcowej w Rudzie Śląskiej – rzymskokatolicki kościół parafialny w Rudzie Śląskiej, w województwie śląskim. Należy do dekanatu Ruda Śląska archidiecezji katowickiej. Mieści się przy ulicy Kościelnej, w dzielnicy Ruda.
Jest to świątynia neogotycka, wybudowana w latach 1869–1872. Budowlę zaprojektował budowniczy Wachtel z Gliwic. Kościół ufundował hrabia Karol Wolfgang von Ballestrem. W świątyni znajdują się witraże wykonane przez A. Rende z Wrocławia. Świątynia jest bez wieży, posiada tylko przedsionek, nawę i prezbiterium.